# Phrynopus tribulosus
Phrynopus tribulosus är en groddjursart som beskrevs av William Edward Duellman och Hedges 2008. Phrynopus tribulosus ingår i släktet Phrynopus och familjen Strabomantidae. IUCN kategoriserar arten globalt som otillräckligt studerad. Inga underarter finns listade i Catalogue of Life.